# 田口村 (福岡県)
田口村（たぐちむら）は、福岡県三潴郡にあった村。現在の大川市の一部。

## 地理
筑後平野の南西、筑後川下流の左岸に位置していた。

## 歴史
- 1889年（明治22年）4月1日 - 町村制の施行により、三潴郡三丸村、坂井村、上巻村、鬼古賀村、北古賀村、幡保村、郷原村が合併して村制施行し、田口村が発足[2][3]。
- 1954年（昭和29年）4月1日 - 三潴郡大川町、川口村、木室村、大野島村、三又村と合併して大川市を新設して廃止[2][3]。

## 交通

### 鉄道
- 1914年（大正3年）- 三潴軌道支線 大川 - 柳川間開通[2]
- 1932年（昭和7年）- 三潴軌道運休[2]
- 1935年（昭和10年）- 鉄道省佐賀線開通[2]

### 道路
- 1921年（大正10年）- 県道水田大川線開通[2]